# Lingua odiai
L’odiai, anche denominato busa, busan o uriai, è una lingua parlata in Papua Nuova Guinea.
I suoi locutori, che ammontavano a 240 nel 2000, abitavano 3 villaggi nella Sandaun, nel distretto di Amanab, a nord del fiume Upper Sepik ed a ovest di Namia.

## Classificazione
L'odiai è considerata una lingua isolata, anche se vi sono similitudini con le lingue della famiglia amto-musan.